# Liste der Officers des Order of Canada/A
Diese Liste gibt einen Überblick aller Personen, die mit der Auszeichnung Officer of the Order of Canada ausgezeichnet wurden.

## A
1. Calvin David Abrahamson
2. Robert George Ackman (1927–2013)
3. Bryan Adams (* 1959)
4. David Adams
5. Anthony Adamson
6. Harry Adaskin (1901–1994)
7. Murray Adaskin (1906–2002)
8. Susan Aglukark (* 1967)
9. Jack N. Agrios
10. Albert Aguayo (* 1934)
11. Bruce Alexander Aikenhead
12. Anaïs Allard-Rousseau (1904–1971)
13. Helen Allen
14. Moyra Allen
15. Warren Allmand (1932–2016)
16. Jocelyne Alloucherie
17. Paul Almond (1931–2015)
18. Richard Martin Holden Alway
19. John Amagoalik
20. Frederick Andermann (1930–2019)
21. David A. Anderson (2010)
22. J. Stuart Anderson
23. Henry F. Angus
24. István Anhalt (1919–2012)
25. Paul Anka (* 1941)
26. Mehran Anvari
27. Bluma Appel
28. Peter Appleyard (1928–2013)
29. Raymonde April (2010)
30. Louis Archambault
31. John H. Archer
32. Adams Gordon Archibald
33. Jo-Ann Archibald
34. Richard Arès
35. Kenneth Armson (2016)
36. John A. Armstrong
37. Paul W. Armstrong
38. Sally Wishart Armstrong
39. Susan Margaret Armstrong
40. Islay M. Arnold
41. John Douglas Arnup
42. Angèle Arsenault
43. Harry William Arthurs
44. Joseph Arvay
45. W. Vacy Ash
46. Kiawak Ashoona
47. Gail Asper
48. Israel Harold Asper
49. Martial Asselin
50. Carl-Éric Aubin
51. Marcel Aubut
52. Michael James Audain (2009)
53. Jean-Paul Audet
54. Louis de la Chesnaye Audette
55. Paul-Émile Auger
56. Frank Augustyn (* 1953)
57. Margaret Avison
58. Annette av Paul
59. Lloyd Axworthy
60. Thomas S. Axworthy
61. Christiane Ayotte
62. Charles Aznavour (2008)